# Icon Towers
Die Icon Towers ist ein Wohnkomplex, bestehend aus zwei Hochhäusern mit 112 bzw. 98 Metern in Downtown Edmonton, Alberta, Kanada. Es sind die höchsten Wohngebäude in Edmonton. Das 112 Meter hohe Gebäude verfügt über 35 Etagen und das 92 Meter hohe Gebäude 30 Etagen. Im Podium befinden sich mehrere Boutiquen, Cafés, Restaurants sowie Büroflächen.

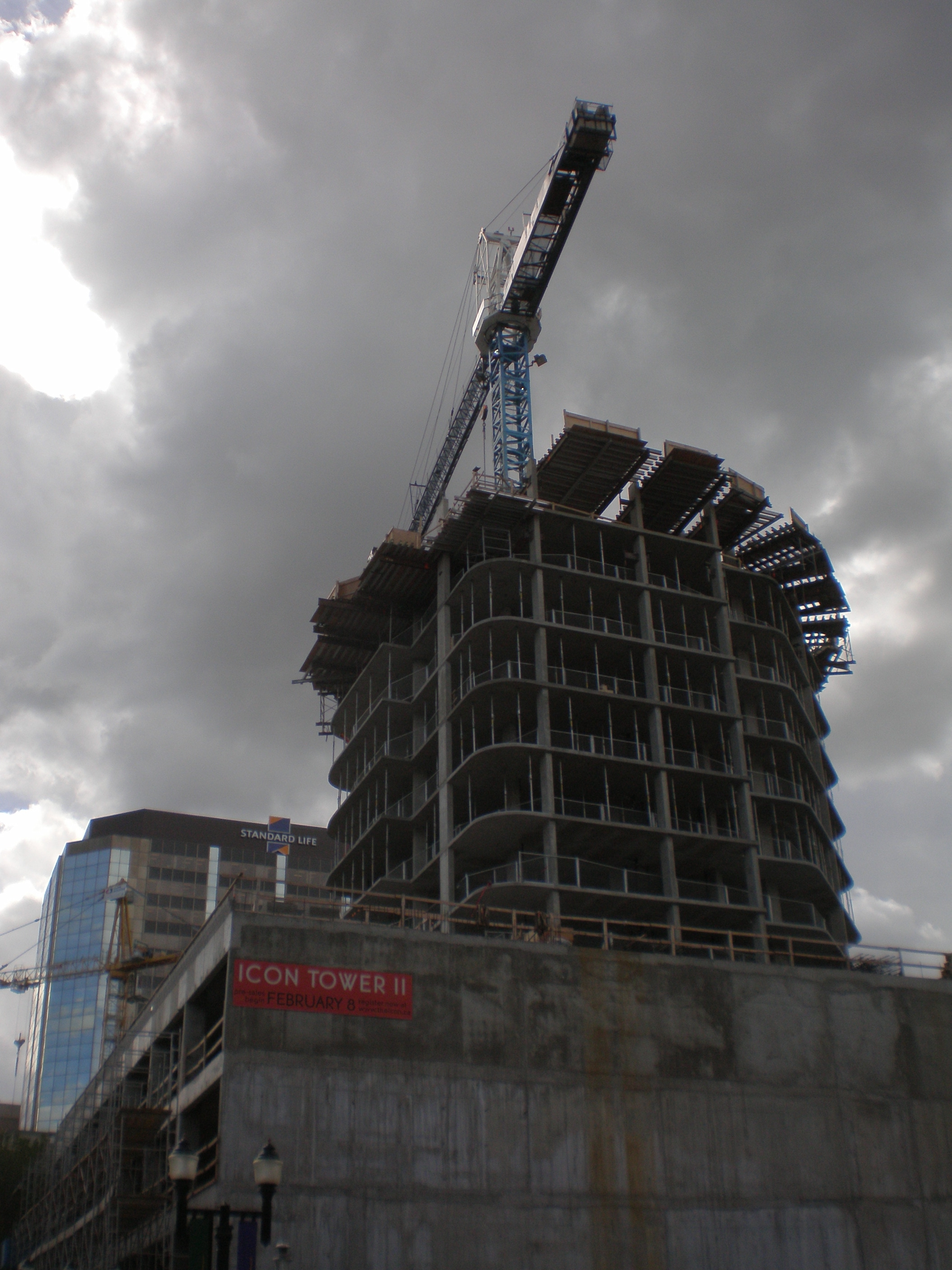
Bau des Icon 2 Tower (April 2008)
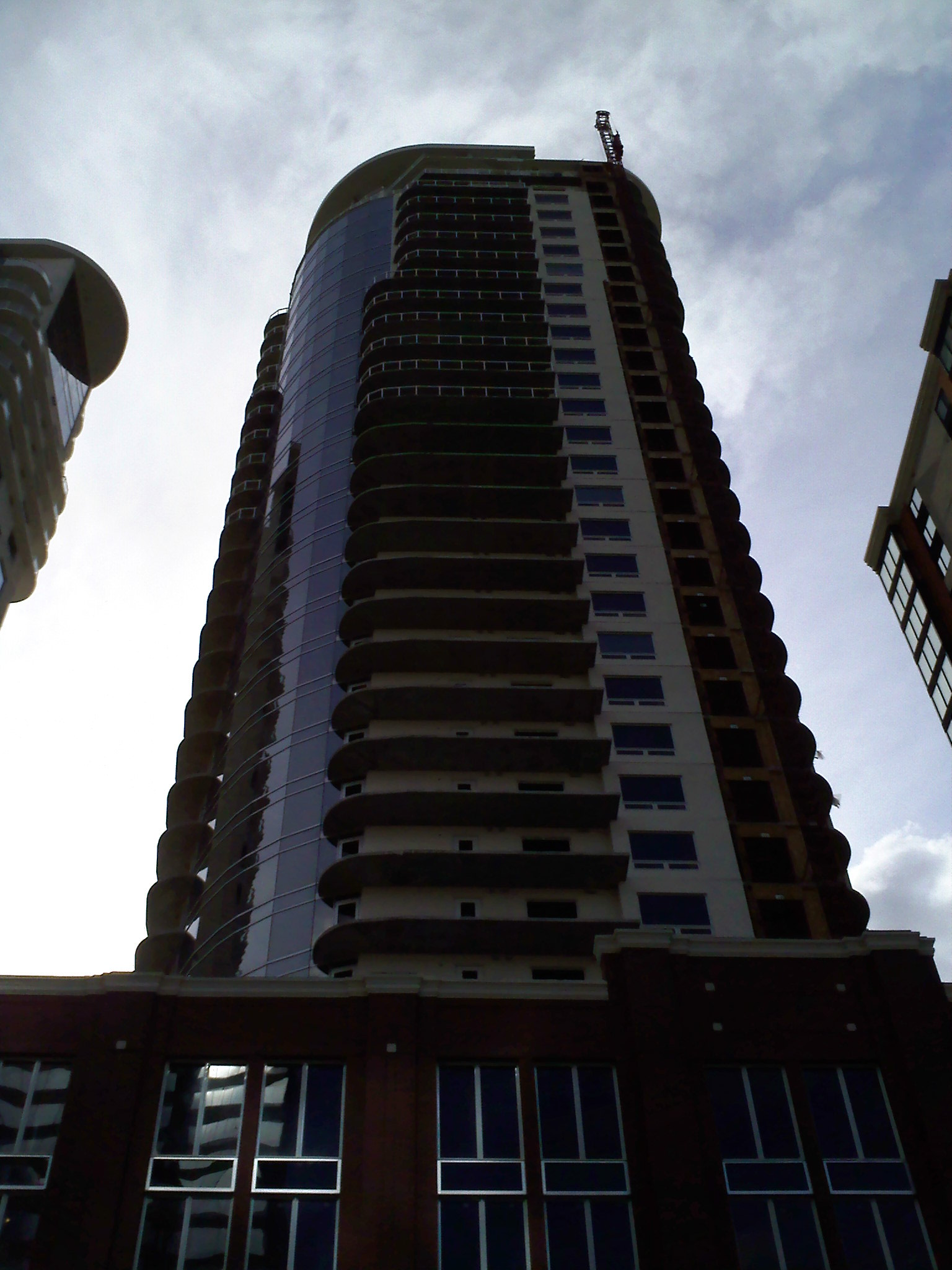
Icon 2 Tower (im Bau Juni 2010)
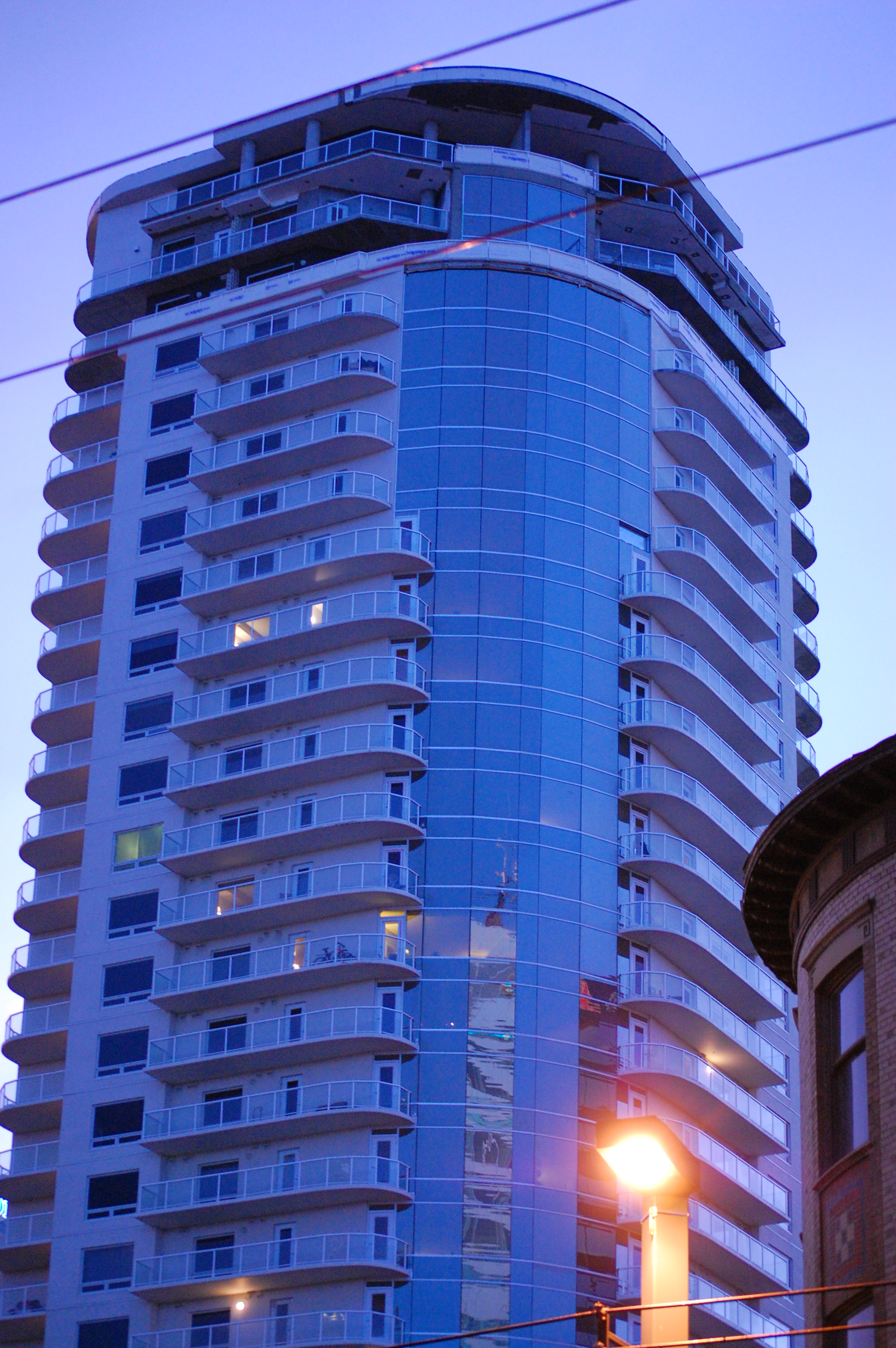
Fertiggestellter Icon 1 Tower (2009)